# Bak (heraldika)
A bak a heraldikában hosszú, íves, gyakran recés, rovátkolt vagy ízelt, porcos szarvakkal ábrázolt kőszáli kecske. A szarvak és a paták általában másféle színezetűek, mint a bak teste. Leginkább ágaskodó, ugró helyzetben fordul elő. A bak szarvai magukban is szerepelhetnek. Az asztrológiában halfarkú kecskeként ábrázolják.

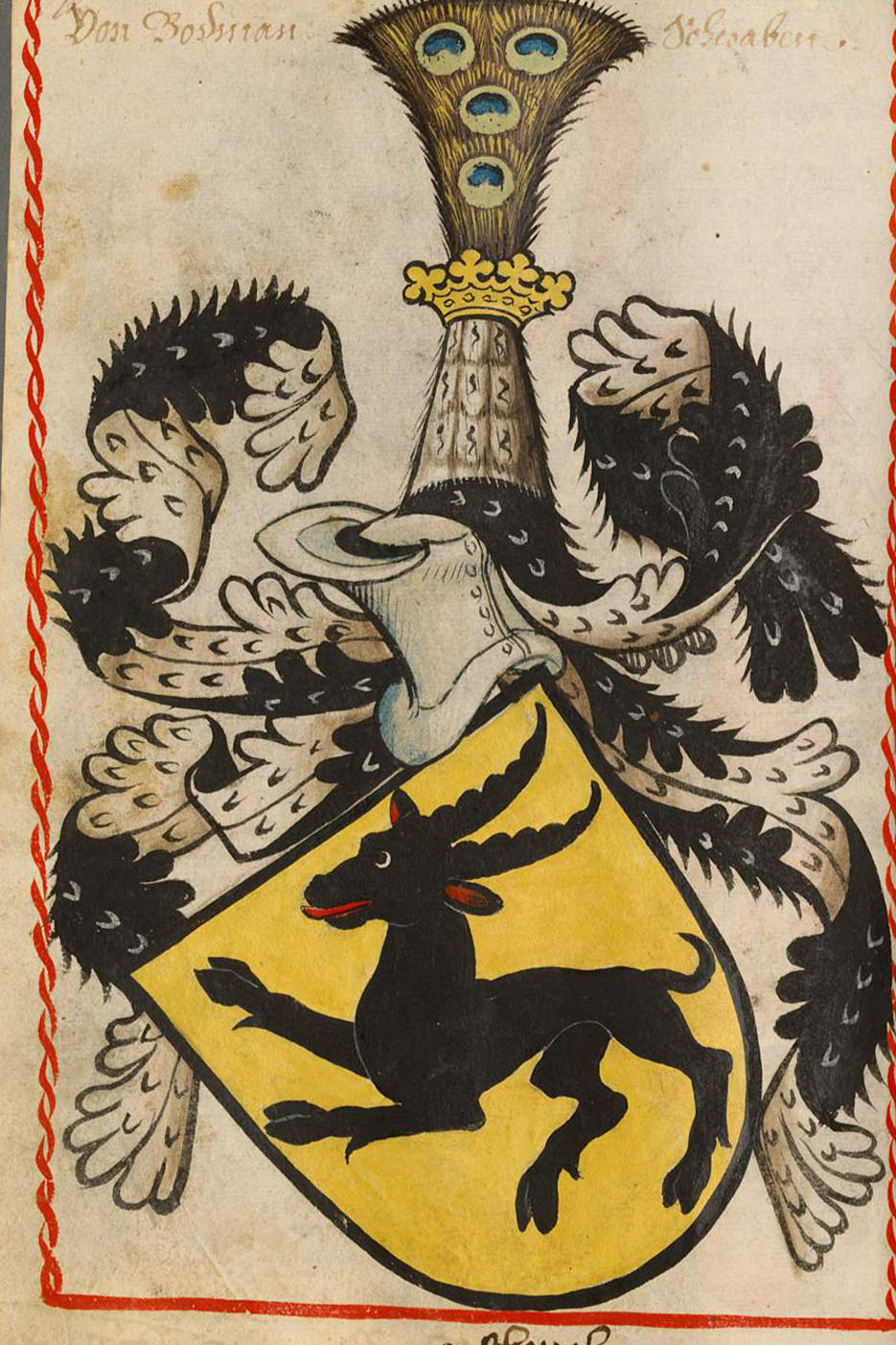
A Bodman család címere

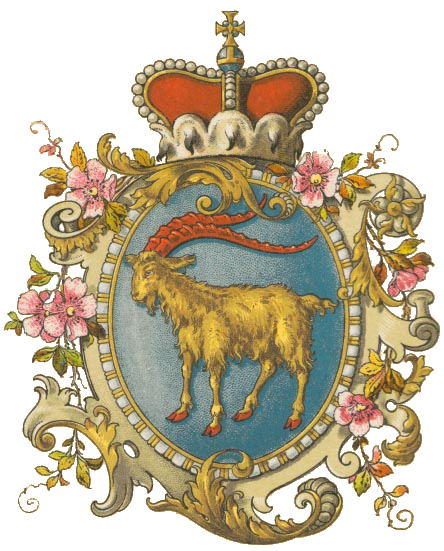
Isztria címere

Ha a szarva egyenes vagy enyhén ívelt, bak, ha egyenes, de rövid, zerge, ha csigavonalban meggörbült, kos. A legtöbb heraldikus szerint a címertanban minden bak (de: Bock) a kőszáli kecskének (de: Steinbock) felel meg. A Berzeviczy család címerében kőszáli kecske, azaz bak van, amit jelez a címerben szereplő sziklafal is. Nagy Iván szerint a Szilágyi család címerében "zerge (vagy vad kecske capra sylvestris)" van. Bakkecske van a Hubert család címerében. Bak volt pl. az isztriai őrgrófság címere. Az antilop mellett valószínűleg a bak az angol heraldikában szereplő yale egyik megfelelője is. A felemelkedést jelképezi. A heraldikai címerszimbolika szerint, mely a Berzeviczy család 1559-es címeres levelében olvasható, a kőszáli kecske, mivel éles látásúnak mondják, éles észre és okosságra utal, mely elfogulatlan elmével működik, szilárd és józan ítélettel választja a jót és veti el a rosszat. Az élet tanítója, mely serénységgel párosul, hiszen a [kőszáli] kecske nagyon gyors és a veszedelmekben ébersége a legüdvösebb tanácsadó, mert az ellenséges üldözések elől a járhatatlan sziklacsúcsokra menekül és a keskeny szegleteken is szilárdan áll.
- "Isten bárány-beorbe eolteozteti a beudeos kosokat, de az eo bak-beuzeoket el nem veheti." [Pázmány 501.][4] (Nysz I. 335.)
- "A ketske baknak, tzápnak az álla alatt ket tsutsoskájának kell lenni." [Apáczai 274.][5] (NySz. I. 341.)
- "A herélt him ketskét tzápnak szoktuk nevezni." [Miskolczi 215.][6] (NySz. I. 341.)